# Kutowinangun (Tingkir)
Kutowinangun was tot 2015 een bestuurslaag (kelurahan) in het onderdistrict (kecamatan) Tingkir in de stadsgemeente (kota) Salatiga binnen het regentschap Semarang van de provincie Midden-Java, Indonesië. Kutowinangun telde 19.137 inwoners (volkstelling 2010).
De kelurahan is vervangen door Kutowinangun Kidul en Kutowinangun Lor.